# Jessica Pegula
Jessica Pegula (Buffalo, 24 febbraio 1994) è una tennista statunitense.
In carriera ha vinto in singolare sette titoli del circuito maggiore, di cui tre di categoria 1000, e ha raggiunto la finale agli US Open 2024. Il suo best ranking è la terza posizione, raggiunta il 24 ottobre 2022 e il 20 febbraio 2023. Mentre ha raggiunto la vetta della classifica mondiale di doppio l'11 settembre 2023.
In doppio si è aggiudicata quattro titoli WTA, tra cui due di categoria 1000 in coppia con Coco Gauff, con la quale ha raggiunto anche la finale di doppio al Roland Garros nel 2022.

## Biografia
Suo padre è il noto uomo d'affari multimiliardario Terrence Pegula, mentre la madre Kim è una donna sudcoreana.
Dal 2021 è sposata con Taylor Gahagen.

## Carriera
Nel 2011 Jessica Pegula ha ottenuto una wildcard per poter partecipare all'US Open nel doppio femminile insieme alla connazionale Taylor Townsend. La coppia esce al terzo turno contro Vania King e Jaroslava Švedova.
Nel 2012 ha superato le qualificazioni al torneo di Indian Wells ma è stata eliminata al primo turno da Rybáriková in tre set.

### 2019: 1º titolo WTA e ingresso in top 60

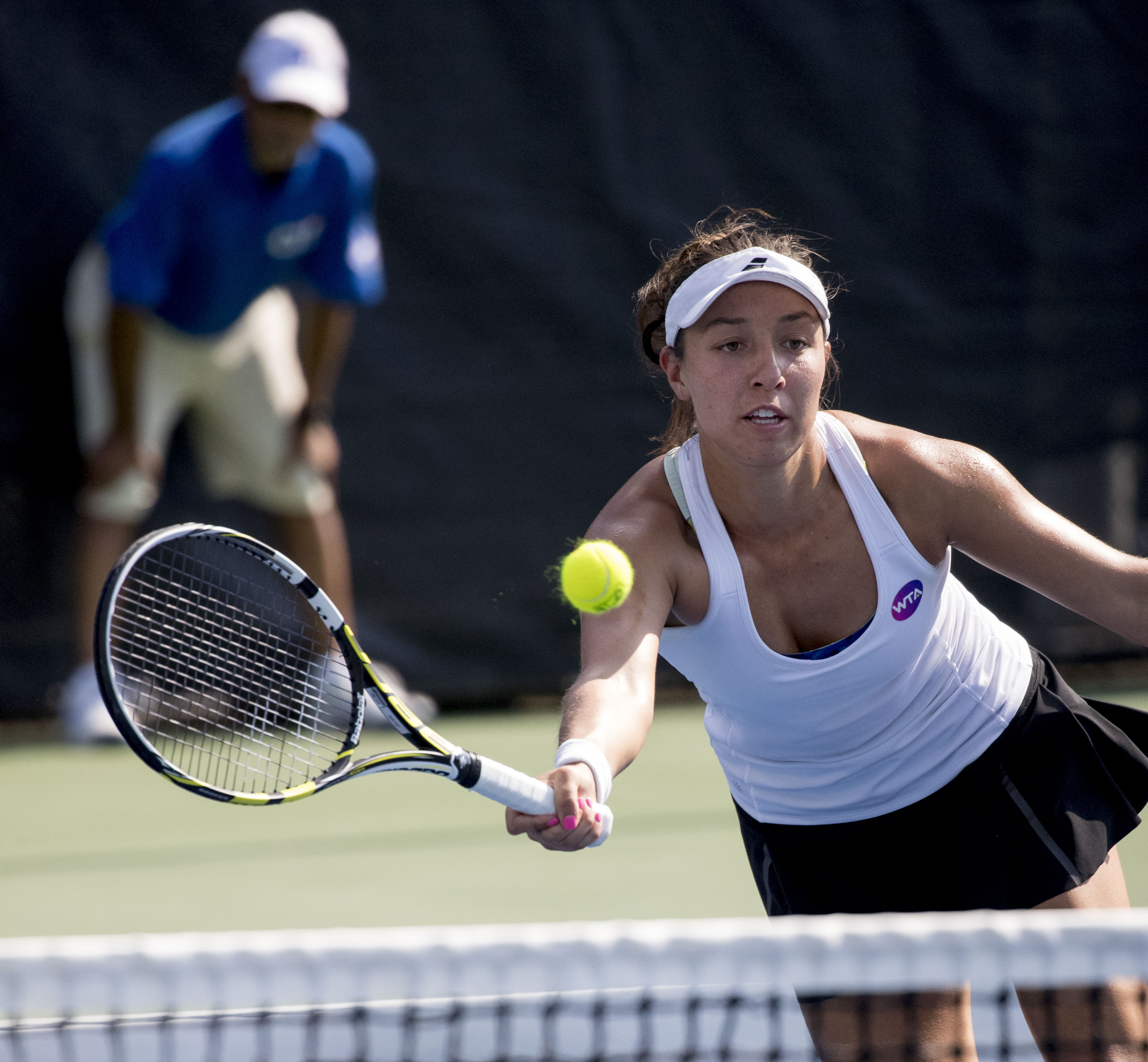
Jessica Pegula nel 2016

Pegula inizia l'anno a Newport Beach, un torneo di categoria WTA 125K, dove raggiunge la finale contro Bianca Andreescusenza perdere un set nel suo percorso. A febbraio disputa la finale del torneo ITF di Midland, dove cede alla wild-card Caty McNally. In marzo le viene offerta una wild-card per partecipare al Premier Mandatory di Indian Wells, al primo turno batte Diyas con un perentorio 6–1, 6–1, mentre al secondo cede a Lesja Curenko in tre set. A Miami supera le qualificazioni per poi arrendersi all'esordio a Johanna Konta, n°38 del mondo. Sulla terra gioca bene nel Volvo Car Open, dove elimina Irina Khromacheva e Sevastova, n°12 del ranking mondiale, con il punteggio di 6–4, 6–2. Si arrende al terzo turno contro la futura semifinalista Martic in tre set. Il resto della stagione su terra risulta piuttosto blanda con al più un secondo turno a Praga. Anche sull'erba non raccoglie grandi risultati, perdendo al primo turno a Eastbourne, Wimbledon e non passa le qualificazioni a Birmingham.
Pegula decide di andare poi a Washington per inaugurare lo swing sul cemento americano. Dopo aver superato Katerina Siniaková, testa di serie n°4, in due set, rimonta un parziale svantaggio alla giovane polacca Iga Świątek per poi avere la meglio nei quarti di Lauren Davis, finalista qui nel 2016. In semifinale, si impone sulla qualificata Anna Kalinskaja, approdando alla sua seconda finale in carriera in un torneo di categoria International. A differenza di quanto successo in Québec, questa volta l'americana riesce a portare a casa il titolo, battendo nettamente Camila Giorgi (6–2, 6–2). Pegula vince così il primo titolo WTA della carriera, entrando anche tra le prime 60 del mondo, al n°56. Dopo questo successo non ha più risultati significativi, in quanto esce sempre al primo round di tutti i tornei che gioca nel resto della stagione.
Termina l'annata al n°76 del mondo.

### 2020: 3° finale WTA
Inizia l'anno ad Auckland arrivando, per la terza volta in carriera, in una finale WTA International, battendo la ex-numero 1 del mondo Caroline Wozniacki. In finale cede il passo alla connazionale Serena Williams, con il punteggio 3–6, 4–6. Delude le aspettative a Melbourne, dove si arrende all'esordio a Taylor Townsend in due set. In seguito raggiunge i quarti nei due WTA 125K di Newport Beach e Indian Wells.
Tra marzo e agosto, il circuito WTA è costretto a fermarsi per via della pandemia mondiale di COVID-19, che porta all'annullamento di tutti i tornei previsti in quei mesi (tra cui lo slam di Wimbledon) e al rinvio dei Giochi Olimpici di Tokyo al 2021.
Pegula riprende a giocare al Top Seed Open di Lexington, dove esce al secondo turno contro Bellis. Gioca un grande torneo al Western & Southern Open, facente parte della categoria Premier 5, passa le qualificazioni battendo le due russe Gracheva e Samsonova; nel tabellone principale, si impone sulle connazionali Brady e Anisimova. Agli ottavi, estromette la 5° testa di serie Aryna Sabalenka, approdando ai primi quarti di finale in un torneo di questo livello. Nella circostanza, cede nettamente ad Elise Mertens (1–6, 3–6). In seguito, agli US Open raggiunge il terzo turno, con le vittorie in tre set su Bouzková e Flipkens; ai sedicesimi, viene eliminata da Petra Kvitová. Chiude la stagione giocando il Roland Garros, giocato straordinariamente in autunno, dove perde all'esordio con Sabalenka.
Termina l'anno al n°60 del ranking mondiale.

### 2021: primi quarti di finale in uno Slam, prima semifinale in un WTA 1000 e top 20
Inizia l'anno ad Abu Dhabi, dove è costretta ad arrendersi alla seconda testa di serie Svitolina. Nello Yarra Valley Classic, centra la prima vittoria dell'anno su Mladenovic e poi batte Barthel; la sua avventura si ferma agli ottavi, eliminata da Kenin, n°4 del mondo, in tre set.

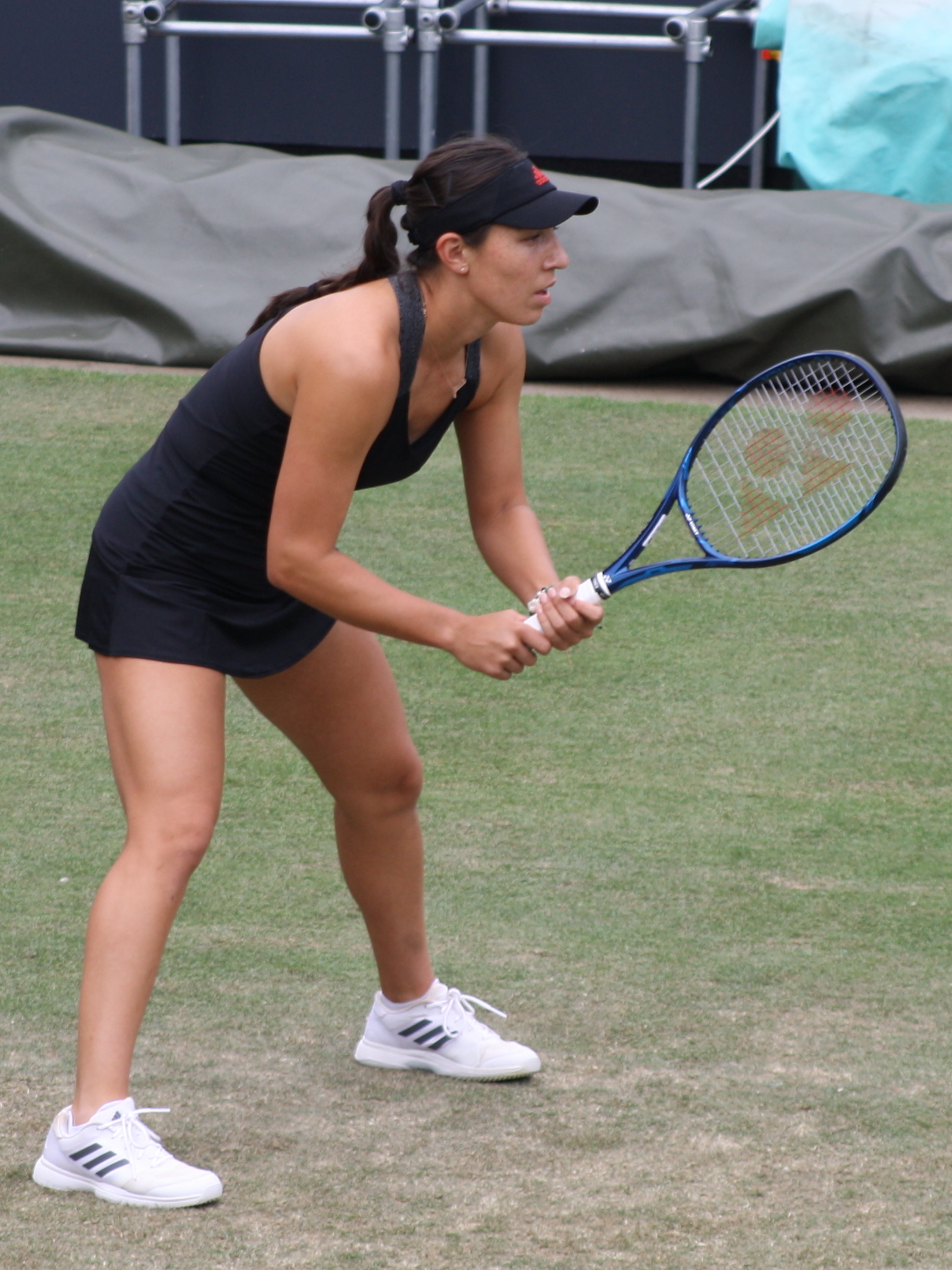
Jessica Pegula nel 2021

Agli Australian Open, raggiunge i suoi primi quarti di finale in uno Slam, sconfiggendo Azaranka, Stosur, Mladenovic prendendosi la rivincita sulla n°5 del mondo Svitolina. Tra le ultime otto, viene sconfitta dalla connazionale Brady, che arriverà in finale. Grazie all'ottimo risultato, irrompe fra le prime 50 del mondo, posizionandosi al 44º posto in classifica. A marzo si presenta al WTA 500 di Doha, dove passa le qualificazioni con le tre vittorie su Dabrowski, Potapova e Doi. Nel tabellone principale, batte Wang Qiang e poi Jelena Ostapenko, approdando ai quarti, dove si scontra con la n°6 del mondo, Karolína Plíšková. Con una prestazione impeccabile, Pegula si impone per 6–3, 6–1, centrando la prima semifinale in un WTA 500, nella quale cede a un'altra ceca, Petra Kvitová, con il punteggio di 4–6, 4–6. A Dubai, l'americana vince nettamente i primi tre incontri giocati con Shvedova, Mladenovic e ancora Plíšková. La sua avventura termina ai quarti, sconfitta da Elise Mertens in rimonta non sfruttando tre match-point nel secondo parziale. Segue quindi il Miami Open, dove elimina Storm Sanders e per la terza volta consecutiva Plíšková per 6–1, 4–6, 6–4. Negli ottavi, viene superata da Sakkarī.
Successivamente disputa il Mutua Madrid Open, eliminando Cîrstea ed usufruendo del ritiro di Azaranka. La sua corsa viene però interrotta dalla futura campionessa Sabalenka. Agli Internazionali d'Italia, estromette Kasatkina, la numero 2 del mondo Naomi Ōsaka, ed Aleksandrova, salvo poi perdere contro Martić.
Partecipa all'Open di Francia, dove viene battuta al terzo incontro dalla connazionale Kenin. Prende parte al German Open, dove usufruisce del ritiro di Hailey Baptiste ed elimina per la quarta volta di fila Plíšková. Nei quarti, cede ad Azarenka in tre set. A Wimbledon, per la prima volta in carriera, vince un incontro del tabellone principale contro Garcia. Nel torneo olimpico di Tokyo, l'americana viene eliminata al primo turno dalla futura vincitrice Belinda Bencic.
Successivamente, gioca al Canadian Open di Montréal, dove centra la prima semifinale in carriera in un WTA 1000, sconfiggendo, una dopo l'altra, Kontaveit, Pavljučenkova, la connazionale Collins e la tunisina Jabeur. Nel penultimo scontro cede alla futura trionfatrice Giorgi, riuscendo però a essere l'unica nel corso del torneo a strapparle un set.
La settimana dopo, a Cincinnati, si prende la rivincita al primo turno di Giorgi, e poi approfitta del walkover di Halep per giungere agli ottavi di finale, dove si arrende a Karolína Plíšková per la prima volta in stagione (dopo quattro successi stagionali su di lei). Agli US Open, dopo due comodi successi su Potapova e Doi viene nuovamente eliminata da Bencic, raccogliendo gli stessi game ottenuti alle olimpiadi (2–6, 4–6). Figura però molto bene in doppio misto, dove, assieme al connazionale Austin Krajicek, raggiunge la sua prima semifinale di specialità in uno slam, sconfiggendo nei quarti i numeri 3 del seeding Guarachi/Skupski; nel penultimo scontro, il duo americano cede alla coppia Krawczyk/Salisbury.
A Chicago viene battuta agli ottavi da Jabeur. A Indian Wells, elimina Stephens, Paolini e la n°6 del mondo Svitolina, con un netto 6–1, 6–1. L'americana si qualifica così per il suo secondo quarto di finale WTA 1000 stagionale, dove la sua corsa verrà fermata da Azaranka.
Termina l'anno al n°18 del mondo, suo miglior piazzamento.

### 2022: primo titolo in un '1000', quarti all'Australian Open, al Roland Garros e allo US Open e Top 5 in singolare; prima finale slam e Top 5 in doppio

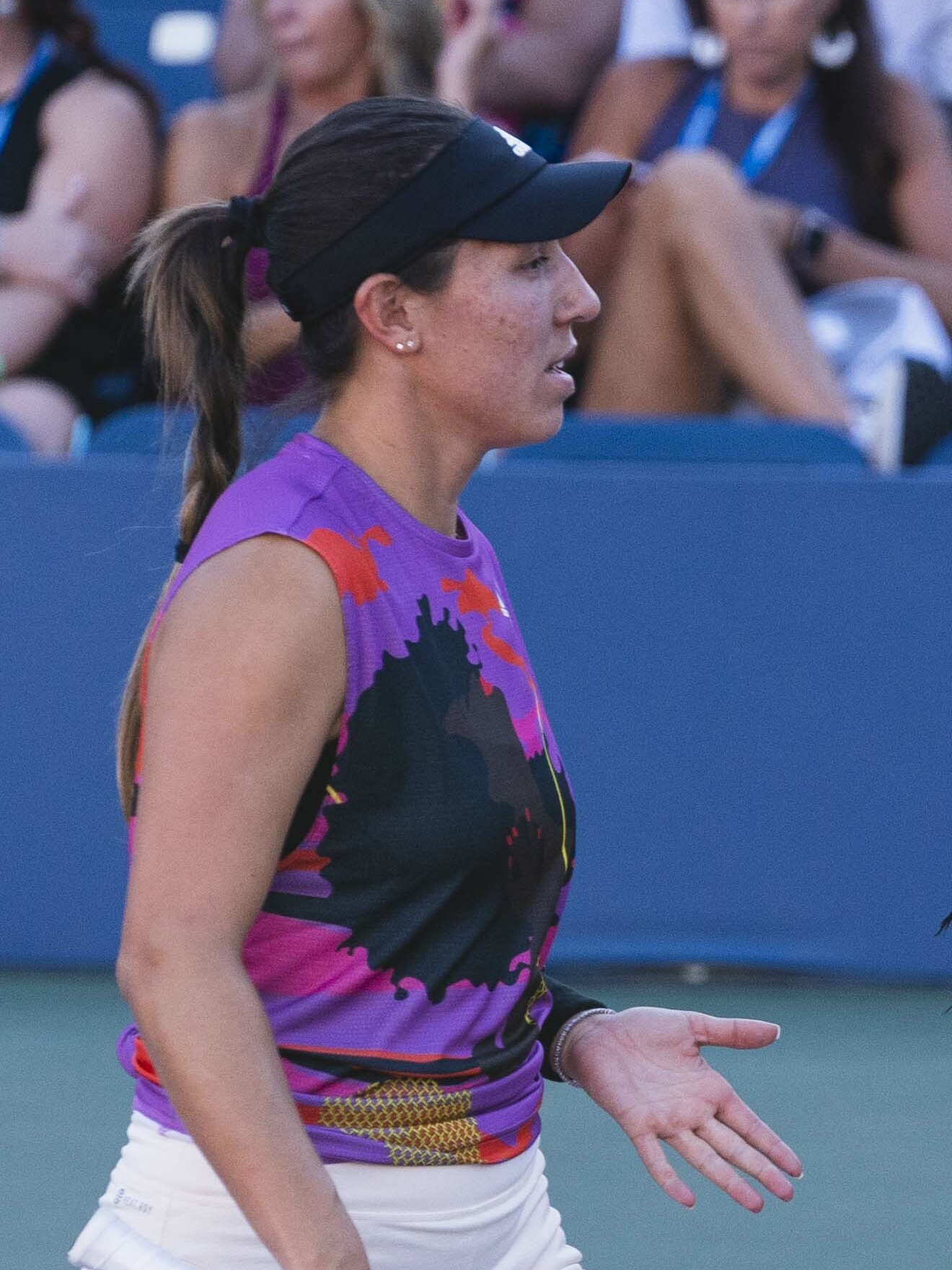
Pegula nel 2022

Pegula comincia l'anno al Melbourne Summer Set II, perdendo subito da Irina-Camelia Begu. A Sydney rimedia un'altra sconfitta all'esordio contro Garcia. Si riprende agli Australian Open, dove difende i quarti: batte l'ucraina Kalinina e dopo anche la connazionale Pera. Al terzo turno, elimina la spagnola Párrizas Díaz, raggiungendo gli ottavi di finale. Qui affronta la greca Sakkari, difendendo con successo i quarti di finale con l'ottava vittoria in carriera su una top-10. Tra le ultime otto, l'americana incontra la n°1 del mondo Ashleigh Barty, che la travolge, lasciandole solo due giochi. Grazie ai risultati nello slam australiano, sale di 5 posizioni nella classifica WTA, assestandosi alla 16ª posizione, suo nuovo miglior piazzamento. A Dubai esordisce con un successo su Gauff per poi cedere nettamente contro Jabeur (3–6, 1–6). A Doha supera in due parziali sia Siniaková che Juvan, mentre agli ottavi si arrende a Sakkarī. Dopo un secondo turno a Indian Wells, a Miami raggiunge gli ottavi di finale, battendo Stephens e Rybakina. Al quarto turno, approfitta del ritiro di Kalinina, ai quarti di quello di Paula Badosa. Nella semifinale, la tennista di Buffalo cede alla prossima n°1 del mondo Świątek. A Charleston, dà il via alla stagione su terra: batte Jasmine Paolini, per poi perdere da Coco Vandeweghe in tre parziali. Al torneo di Madrid sconfigge, in ordine, Giorgi, Kanepi, Andreescu,e Sorribes Tormo, giungendo alla sua terza semifinale in un WTA 1000, dove incontra Jill Teichmann, su cui l'americana si impone, cogliendo la sua 4ª finale WTA, la prima dal 2020. Nella circostanza, viene sconfitta da ns Jabeur con il rocambolesco punteggio di 5–7, 6–0, 2–6. Grazie al risultato, Pegula migliora il suo best-ranking, salendo di altre tre posizioni, all'11º posto. A Roma, esce agli ottavi di finale, battuta da Aryna Sabalenka in due set. Chiude la parentesi sul rosso al Roland Garros: l'americana batte Wang Qiang, Kalinina, Zidanšek, e Begu, approdando così nei quarti di finale di un major per la terza volta in carriera, la prima lontana dall'Australia. Tra le ultime otto, viene eliminata in due parziali dalla n°1 del mondo Iga Świątek, che poi vincerà il titolo. In seguito agli ottimi risultati, entra per la prima volta in carriera in Top 10, all'ottava posizione. A Wimbledon perde dalla croata Martić al terzo turno. Sul cemento americano, dopo il secondo turno a Washington, prende parte al WTA 1000 di Toronto: dopo il bye, supera la qualificata Muhammad e poi la campionessa in carica Giorgi; nei quarti, elimina Putinceva, centrando la quarta semifinale in carriera in un torneo di questo livello. Nella circostanza, cede il passo a Simona Halep. Dopo i quarti a Cincinnati (sconfitta da Garcia), partecipa allo US Open: si impone su Golubic e Sasnovič in due set, approdando al terzo round, dove supera la qualificata Yue Yuan. Agli ottavi, batte Petra Kvitová, conquistando il quarto di finale n°3 della stagione e il primo nello slam di casa. Nella circostanza, Pegula si arrende nuovamente alla polacca Świątek, che poi vincerà il titolo. Dopo la semifinale a San Diego (battuta ancora da Świątek), prende parte all'ultimo WTA 1000 stagionale di Guadalajara. Dopo il bye, elimina a fatica la campionessa di Wimbledon Elena Rybakina (2–6, 6–3, 7–6(8)); successivamente, sconfigge due ex-top 10 come Andreescu e Stephens, approdando alla quinta semifinale del 2022; nella circostanza, si impone su Azaranka in due parziali, qualificandosi alla sua sesta finale WTA in carriera; in quest'occasione, Pegula lascia cinque giochi alla greca Sakkarī (6–2, 6–3), portandosi a casa il secondo titolo nel circuito maggiore, il primo dal 2019 e il più prestigioso. Grazie al successo si guadagna il suo best-ranking al n°3 del mondo. Dopo l'ottima annata, l'americana si qualifica per le WTA Finals di Fort Worth, dove è inserita nel gruppo Nancy Richey: l'americana perde tutti i suoi match contro Jabeur, Sabalenka e Sakkarī, senza riuscire ad accedere alla semifinale. Termina la stagione al n°3 del mondo.
In doppio, Pegula riesce a vincere due titoli ad inizio anno: il primo al Melbourne Summer Set II assieme ad Asia Muhammad, sconfiggendo le italiane Errani/Paolini in finale (6–3, 6–1). Il secondo lo ottiene nel WTA 1000 di Doha con Coco Gauff, vincendo contro la coppia Kudermetova/Mertens, con il punteggio di 3–6, 7–5, [10–5]. Sempre con Gauff, Pegula raggiunge la sua prima finale in un torneo dello slam al Roland Garros: le due, tuttavia, non riescono a conquistare il titolo, perdendo nell'ultimo scontro dalle francesi Garcia/Mladenovic in tre set. A Washington, Pegula ottiene il 4º titolo in carriera assieme all'australiana Routliffe. Con Gauff, invece conquista un altro WTA 1000 a Toronto, sconfiggendo Dabrowski/Olmos in finale. Ad ottobre, le due vincono il primo titolo in suolo americano a San Diego, portando a casa il terzo trofeo assieme. Chiude la stagione al n°6 del mondo, riuscendo a salire anche al terzo posto della classifica come best-ranking.

### 2023: quarti in Australia e a Wimbledon, finale alle WTA Finals e secondo titolo in un '1000'; titolo a Miami e n°1 del mondo in doppio

#### Singolare
Pegula inizia il 2023 alla United Cup dove gioca per gli Stati Uniti: aiuta la sua nazionale a passare il girone C vincendo il misto contro la Repubblica Ceca e singolare e misto contro la Germania. Nei quarti Pegula vince il suo match contro la britannica Dart e poi nel doppio misto con Fritz, contribuendo al 4-1 finale contro la nazionale britannica. In semifinale sconfigge a sorpresa la n°1 del mondo Iga Świątek con un duplice 6–2, tornando a battere la polacca dopo quattro anni e incassando il primo successo in carriera su una n°1 del mondo. Alla fine gli USA usciranno vincitori per 5-0 nella sfida contro la Polonia, con Jessica che rimane imbattuta nel misto con Fritz. Nell'ultimo scontro della competizione gli USA trovano l'Italia: Pegula vince il suo singolare contro Martina Trevisan e, alla fine, la nazionale statunitense riesce a chiudere in suo favore la sfida per 4-0, portando a casa la prima edizione della United Cup.
All'Australian Open Pegula batte nettamente Jaqueline Cristian e poi elimina Sasnovič. Al terzo turno domina sul campoKostjuk mentre agli ottavi sconfigge Barbora Krejčíková in due set, approdando ai quarti del primo slam annuale per la terza edizione consecutiva. Tuttavia, come nelle precedenti circostanze, non riesce a raggiungere la semifinale, perdendo il suo match tra le ultime otto contro Viktoryja Azaranka (4–6, 1–6).

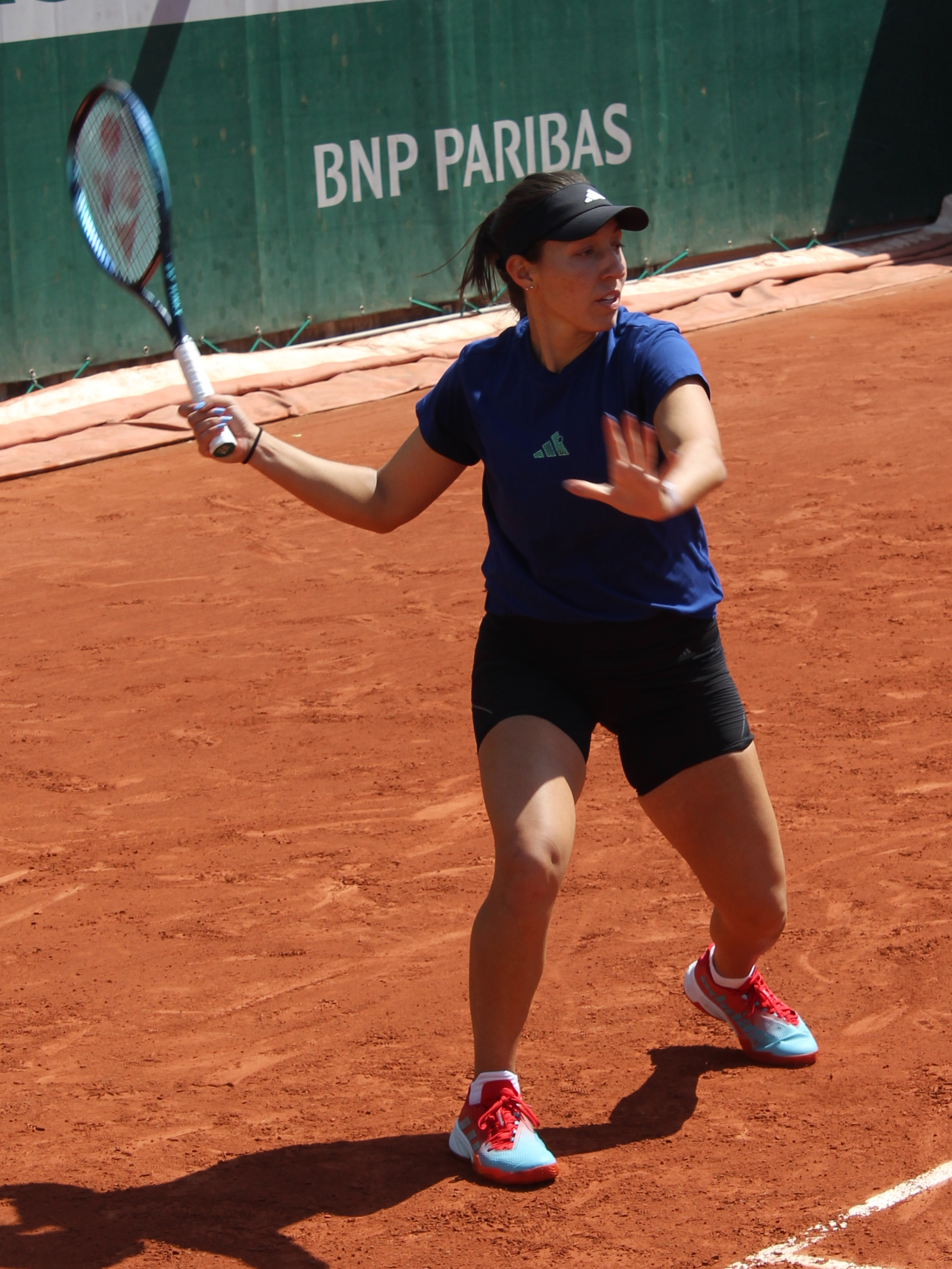
Jessica Pegula al Roland Garros 2023

A Doha l'americana coglie la prima finale della stagione imponendosi su Haddad Maia, Ostapenko e Sakkarī; nell'ultimo atto, Świątek si prende la rivincita della sconfitta subita alla United Cup prevalendo su Pegula. Nel WTA 1000 di Dubai elimina in tre set la qualificata Tomova e poi Bogdan; dopo il walkover di Muchová nei quarti approda in semifinale dove si arrende alla futura campionessa Krejčíková per 0–6 nel set decisivo. A Indian Wells, Pegula esce agli ottavi, battuta da Petra Kvitová al tie-break del terzo set, non sfruttando quattro match point. A Miami vince in due parziali su Sebov, Collins e Linette, raggiungendo i quarti dove supera Potapova in rimonta, annullando anche due match point alla russa; nella sua seconda semifinale consecutiva in Florida, l'americana perde contro Elena Rybakina.
Sulla terra Pegula ottiene una semifinale a Charleston (sconfitta da Bencic) e i quarti a Madrid, eliminata da Veronika Kudermetova. Delude le aspettative al Roland Garros, dove esce al terzo turno contro Elise Mertens.
Sull'erba raggiunge i quarti a Eastbourne dove si arrende alla compagna di doppio Coco Gauff. A Wimbledon coglie i suoi primi quarti di finale nel torneo riuscendo così a centrare i quarti in tutte le prove dello slam; tra le ultime otto l'americana viene sconfitta da Markéta Vondroušová, che poi vincerà il titolo, per 4–6, 6–2, 4–6, non sfruttando un vantaggio di 4–1 nel terzo parziale.
Sul cemento americano trova la quinta semifinale annuale a Washington, dove cede a Sakkarī in tre set. Al Canada Opendi Montréal supera agevolmente Putinceva e Paolini; nei quarti batte Coco Gauff approdando in semifinale dove ha la meglio sulla n°1 del mondo Świątek, battuta per la seconda volta in stagione. Nella sua terza finale di livello WTA 1000, Pegula domina l'incontro con Ljudmila Samsonova (6–1, 6–0), portando a casa il terzo titolo in carriera, il secondo WTA 1000 dopo quello di Guadalajara nel 2022. Dopo il successo canadese a Cincinnati esce al terzo turno per mano di Bouzková. Allo US Open Pegula raggiunge gli ottavi di finale per la seconda volta in carriera, sconfiggendo Giorgi, Țig e Svitolina. Tuttavia non riesce a replicare i quarti del 2022 venendo eliminata al quarto turno dalla connazionale Madison Keys.
Nella trasferta asiatica raggiunge la settima semifinale annuale a Tokyo: nella circostanza elimina Sakkarī approdando alla terza finale del 2023. Nell'ultimo turno la tennista di Buffalo si arrende a Veronika Kudermetova con il punteggio di 5–7, 1–6 non riuscendo a conquistare il primo WTA 500 della carriera. Grazie al risultato certifica la sua qualificazione alle WTA Finals per il secondo anno di fila.
A Pechino rimonta Blinkova per poi cedere in due set ad Ostapenko. A Seul l'americana coglie la finale da prima testa di serie: nell'ultimo scontro batte Yuan Yue per 6–2, 6–3, conquistando il quarto titolo WTA, il secondo del 2023: mai ne aveva vinto più di uno in una singola stagione.
Come ultimo torneo annuale disputa le WTA Finals di Cancún: inserita nel gruppo "Bacalar" l'americana ha la meglio nel primo match del girone su Rybakina, ottenendo il suo primo successo in carriera in questo evento. Nel suo secondo incontro batte la n°1 del mondo Sabalenka per 6–4, 6–3, diventando la prima a garantirsi l'approdo alle semifinali. Sconfiggendo la già eliminata Sakkarī, Pegula chiude il suo girone al primo posto. In semifinale vince il derby a stelle e strisce contro la compagna di doppio Gauff, qualificandosi per la sua quinta e più prestigiosa finale della stagione. Pegula è la prima americana a raggiungerla dalle Finals dal 2018, quando vi riuscì Sloane Stephens. Nel match valevole per il titolo viene travolta da Świątek, che le infligge il punteggio più netto della storia dell'evento in una finale, lasciandole soltanto un game (1–6, 0–6).
Termina la stagione al n°5 del mondo.

#### Doppio
In doppio, assieme alla connazionale Gauff, vince il WTA 500 di Doha e il WTA 1000 di Miami. Le due colgono anche altre due finali a Roma e Madrid: in entrambi i casi non riescono a portare a casa il trofeo. Negli slam le due raggiungono le semifinali sia all'Australian Open (battute da Aoyama/Shibahara) che al Roland Garros (sconfitte da Townsend/Fernandez). A Wimbledon si fermano al terzo turno mentre allo US Open vengono eliminate ai quarti da Hsieh/Wang. Grazie agli ottimi risultati colti nell'annata e all'uscita di Hsieh nella semifinale dello US Open, l'11 settembre Pegula riesce assieme a Gauff a raggiungere il n°1 del mondo.
Per il secondo anno di fila, Gauff e Pegula si qualificano per le WTA Finals tenute a Cancún: nel loro primo match vengono sconfitte dalle campionesse dello US Open Routliffe/Dabrowski. Anche nel loro secondo match non riescono a uscire vincitrici, cedendo alle trionfatrici dell'Australian Open Siniaková/Krejčíková al super-tiebreak. Nel terzo incontro vengono sconfitte anche da Siegemund/Zvonarëva, chiudendo il girone all'ultimo posto con zero punti, come successo nel 2022.
Pegula termina il 2023 al terzo posto nel ranking, la migliore posizione in chiusura di anno della carriera.

#### Doppio misto
Allo US Open, da prima testa di serie, assieme al connazionale Austin Krajicek, raggiunge la sua prima finale slam nella specialità: nella circostanza la coppia americana cede a Danilina/Heliövaara in due set.

### 2024

#### Singolare: due titoli WTA e prima finale Slam a New York
Pegula prende parte alla United Cup dove il team statunitense è campione in carica: nel primo tie con il Regno Unito perde il singolare contro Boulter, rimediando però con la vittoria decisiva nel misto assieme a Fritz. Nella sfida con l'Australia batte Tomljanović in due parziali; tuttavia nel doppio decisivo Pegula/Ram si arrendono a Ebden/Hunter. A causa della peggiore differenza a livello di set vinti/persi, la squadra americana chiude il girone al secondo posto dietro gli australiani, venendo così eliminata dalla competizione.
Ad Adelaide Pegula si spinge fino alla semifinale nella quale decide di non scendere in campo per un problema gastrointestinale. All'Australian Open, dopo un comodo successo sulla qualificata Marino (6–2, 6–4), viene sorpresa dalla francese Burel.
Torna in campo a San Diego, dove raggiunge la seconda semifinale annuale battendo Niemeier e Blinkova. Nel match valevole per la finale viene sconfitta contro pronostico da Kostjuk con il punteggio di 6(4)–7, 1–6. A Indian Wells viene fermata da Blinkova in tre set. A Miami giunge ai quarti senza cedere set contro Zhu, Fernandez e la connazionale Navarro; tra le ultime otto viene eliminata da Aleksandrova.
Sulla terra prende parte al torneo casalingo di Charleston: accreditata della testa di serie n°1, elimina Linette in due set e poi sia Anisimova che Azaranka al tie-break del terzo; in semifinale perde da Kasatkina nuovamente al tie-break del set decisivo. Partecipa poi alle qualificazioni per la fase finale della Billie Jean King Cup a Orlando: contribuisce al 4-0 finale sul Belgio con i suoi successi su Costoulas e Vandewinkel. A causa di un infortunio alla schiena Pegula salta tutti gli appuntamenti più importanti su terra (Stoccarda, Madrid, Roma e Roland Garros), programmando il suo rientro per la parte di stagione dedicata all'erba.
Torna a giocare a fine giugno al Berlin Open dove coglie la semifinale imponendosi su Vekić e Siniaková. Nella circostanza sconfigge la sua connazionale nonché teste di serie n.1 Coco Gauff per 7–5, 7–6(2), conquistando la sua prima finale annuale. Nel match valevole per il titolo si scontra con Kalinskaja battendola per 6(0)–7, 6–4, 7–6(3), dopo aver salvato 5 championship points. L'americana ottiene così suo quinto titolo WTA, il primo della carriera su erba. Successivamente delude le aspettative a Wimbledon, dove esce già al secondo turno contro Xinyu Wang, stesso risultato ai giochi olimpici (contro Svitolina).

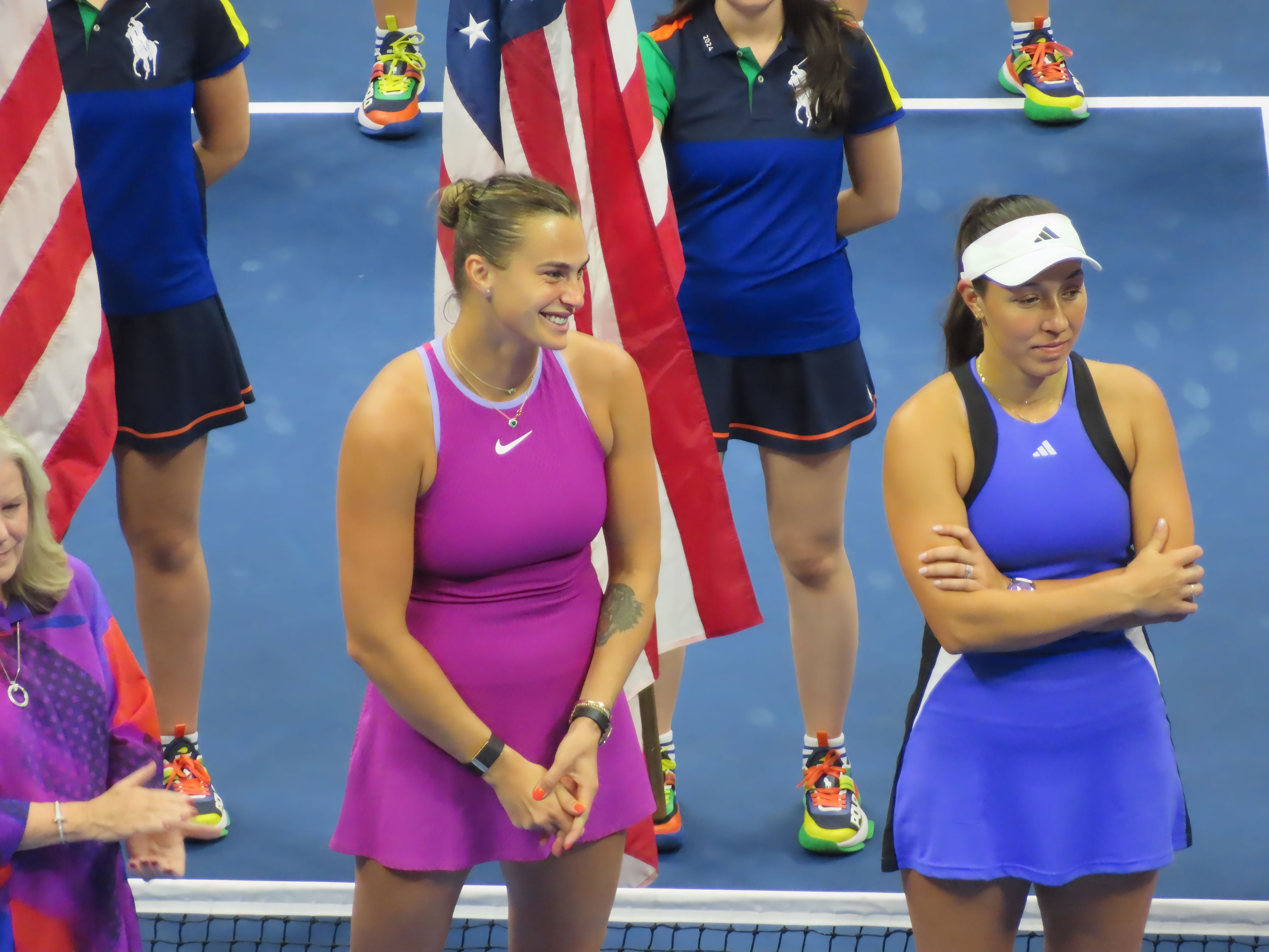
Jessica Pegula durante la premiazione degli US Open 2024 dove è giunta in finale perdendo contro Aryna Sabalenka

Sul cemento americano Pegula riesce a confermare il titolo nel WTA 1000 in Canada, senza cedere un set nel suo percorso alla finale, dove supera la connazionale Amanda Anisimova con il punteggio di 6–3, 2–6, 6–1. In seguito, raggiunge la terza finale stagionale a Cincinnati, dove si arrende ad Aryna Sabalenka per 3–6, 5–7. Allo US Open, Pegula supera per la prima volta in carriera lo scoglio dei quarti di finale in uno slam, imponendosi sulla n°1 del mondo Iga Świątek. In semifinale, batte in rimonta Karolína Muchová, approdando così alla sua prima finale slam. Nel match che assegna il titolo, si arrende alla n°2 del mondo Sabalenka con un duplice 5-7. Grazie a questi risultati ritorna al suo best ranking al numero 3 in classifica.
Dopo due uscite premature tra Pechino e Wuhan, Pegula prende parte, per il terzo anno di fila, alle WTA Finals. L'americana perde nettamente i primi due match contro Gauff e Krejčíková, per poi dare forfait prima del match contro Świątek.
Termina la stagione al n°7 del mondo.

#### Doppio
Pegula ottiene la finale nel 500 di San Diego assieme a Desirae Krawczyk: le due cedono il titolo a Melichar-Martinez/Perez in due set. Dopo i quarti di finale ad Indian Wells insieme alla storica compagna Gauff, ottiene insieme alla stessa e Schuurs tre uscite ai primi turni nei tornei successivi. La coppia storica si rifà a Wimbledon dove centrano i quarti di finale contro Hsieh/Mertens e ai giochi olimpici contro la coppia Muchova/Noskova, entrambe future semifinaliste. Dopo questa parentesi, Pegula prende la decisione d'interrompere il sodalizio pluriennale e molto vincente con Gauff per dedicarsi alla carriera in singolare. 

### 2025: 3 titoli WTA e finale al 1000 di Miami
Jessica inizia la sua stagione ad Adelaide: dopo il bye, batte Sakkarī e poi approfitta del ritiro di Krueger. In semifinale, supera Julija Putinceva, approdando alla sua 15° finale WTA, la sua prima in Australia. Nella circostanza, perde il derby americano contro Madison Keys, con lo score di 3–6, 6–4, 1–6. All'Australian Open, raggiunge il terzo turno, dove viene sorpresa da Olga Danilović.
Torna in campo a Doha, dove perde ai quarti da Aleksandrova. A Dubai esce ancora più prematuramente agli ottavi per mano della ceca Nosková. Gioca poi il suo primo torneo stagionale negli Stati Uniti, l'ATX Open di Austin: da prima testa di serie raggiunge la finale sconfiggendo nel percorso Rus, Párrizas Diaz, Blinkova e Tomljanović. Nel match valevole per il titolo, batte la connazionale McCartney Kessler per 7–5 6–2, incamerando il settimo trofeo WTA in carriera. Dopo un'uscita agli ottavi a Indian Wells, va meglio nell'altro '1000' di Miami, dove raggiunge la terza finale del 2025: dopo un comodo successo su Pera, elimina al tie-break del terzo Kalinskaja per poi lasciare 5 giochi a Kostjuk. Nei quarti prevale su Emma Raducanu mentre in semifinale mette fine al percorso della sorprendente wild-card filippina Alex Eala. Nella sua sesta finale di livello WTA 1000, viene superata da Aryna Sabalenka per 5-7, 2-6.
Sulla terra, prende parte al casalingo torneo di Charleston: Pegula coglie la sua quarta finale annuale, battendo la campionessa in carica Collins ai quarti e la russa Aleksandrova in semifinale. Nell'atto finale, vince il derby contro Sofia Kenin (6–3 7–5), conquistando l'ottavo titolo WTA, il primo in assoluto su terra. A Stoccarda esce di scena ai quarti mentre al master 1000 di Madrid si arrende ai sedicesimi a Uchijima. Partecipa agli Internazionali d'Italia 2025, quale testa di serie n. 3, dove viene sconfitta al terzo turno da Elise Mertens con il punteggio di 7-5, 6-1. Agli ottavi di finale del torneo Internationaux de Strasbourg viene eliminata da Anna Kalinskaja per 6-4, 4-6, 2-6. Si presenta agli Open di Francia dove arriva sino al quarto turno, battuta per 3-6, 6-4, 6-4 dalla rivelazione Loïs Boisson (allora n. 361 del ranking), la quale partecipava grazie ad una wild-card ed è riuscita poi ad arrivare sino alla semifinale. Al successivo torneo (siamo passati su erba), il WTA 500 di Berlino esce di scena al secondo turno (aveva un bye al primo turno) per mano di Ljudmila Samsonova. Finalmente riesce a riscattarsi vincendo il torneo di Bad Homburg Open 2025 (conquistando il nono titolo WTA, il secondo su erba), facente parte dei Tornei WTA 500, battendo in finale Iga Świątek con il punteggio di 6-4, 7-5. Ma la ripresa dura poco: al Torneo di Wimbledon viene eliminata già la primo turno da Elisabetta Cocciaretto (allora n. 116 del mondo), perdendo così la posizione n. 3 occupata nel ranking. Al ritorno sui campi in cemento, al Washington Open 2025 (WTA 500) esce al secondo turno per mano della canadese Leylah Fernandez, mentre al Canadian Open 2025, torneo del circuito WTA 1000, dov'era la campionessa in carica delle ultime due edizioni, esce al terzo turno sconfitta dalla tennista lettone Anastasija Sevastova.

## Statistiche WTA

### Singolare

#### Vittorie (9)
| Legenda               | Legenda      |
| --------------------- | ------------ |
| Grande Slam (0)       |              |
| Ori Olimpici (0)      |              |
| WTA Finals (0)        |              |
| WTA Elite Trophy (0)  |              |
| Dal 2009 al 2020      | Dal 2021     |
| Premier Mandatory (0) | WTA 1000 (3) |
| Premier 5 (0)         | WTA 1000 (3) |
| Premier (0)           | WTA 500 (3)  |
| International (1)     | WTA 250 (2)  |

| N. | Data            | Torneo                        | Superficie  | Avversaria in finale | Punteggio           |
| 1. | 4 agosto 2019   | Washington Open, Washington   | Cemento     | Camila Giorgi        | 6–2, 6–2            |
| 2. | 23 ottobre 2022 | Guadalajara Open, Guadalajara | Cemento     | Maria Sakkarī        | 6–2, 6–3            |
| 3. | 13 agosto 2023  | Canadian Open, Montréal       | Cemento     | Ljudmila Samsonova   | 6–1, 6–0            |
| 4. | 15 ottobre 2023 | Korea Open, Seul              | Cemento     | Yuan Yue             | 6–2, 6–3            |
| 5. | 23 giugno 2024  | German Open, Berlino          | Erba        | Anna Kalinskaja      | 6(0)–7, 6–4, 7–6(3) |
| 6. | 12 agosto 2024  | Canadian Open, Toronto (2)    | Cemento     | Amanda Anisimova     | 6–3, 2–6, 6–1       |
| 7. | 2 marzo 2025    | ATX Open, Austin              | Cemento     | McCartney Kessler    | 7–5, 6–2            |
| 8. | 6 aprile 2025   | Charleston Open, Charleston   | Terra verde | Sofia Kenin          | 6–3, 7–5            |
| 9. | 28 giugno 2025  | Bad Homburg Open, Bad Homburg | Erba        | Iga Świątek          | 6–4, 7–5            |

#### Sconfitte (10)
| Legenda               | Legenda      |
| --------------------- | ------------ |
| Grande Slam (1)       |              |
| Argenti Olimpici (0)  |              |
| WTA Finals (1)        |              |
| WTA Elite Trophy (0)  |              |
| Dal 2009 al 2020      | Dal 2021     |
| Premier Mandatory (0) | WTA 1000 (3) |
| Premier 5 (0)         | WTA 1000 (3) |
| Premier (0)           | WTA 500 (3)  |
| International (2)     | WTA 250 (0)  |

| N.  | Data              | Torneo                           | Superficie    | Avversaria in finale | Punteggio     |
| 1.  | 16 settembre 2018 | Bell Challenge, Québec           | Sintetico (i) | Pauline Parmentier   | 5–7, 2–6      |
| 2.  | 12 gennaio 2020   | ASB Classic, Auckland            | Cemento       | Serena Williams      | 3–6, 4–6      |
| 3.  | 7 maggio 2022     | Madrid Open, Madrid              | Terra rossa   | Ons Jabeur           | 5–7, 6–0, 2–6 |
| 4.  | 18 febbraio 2023  | Qatar Ladies Open, Doha          | Cemento       | Iga Świątek          | 3–6, 0–6      |
| 5.  | 1º ottobre 2023   | Pan Pacific Open, Tokyo          | Cemento       | Veronika Kudermetova | 5–7, 1–6      |
| 6.  | 6 novembre 2023   | WTA Finals, Cancún               | Cemento       | Iga Świątek          | 1–6, 0–6      |
| 7.  | 19 agosto 2024    | Cincinnati Open, Cincinnati      | Cemento       | Aryna Sabalenka      | 3–6, 5–7      |
| 8.  | 7 settembre 2024  | US Open, New York                | Cemento       | Aryna Sabalenka      | 5–7, 5–7      |
| 9.  | 11 gennaio 2025   | Adelaide International, Adelaide | Cemento       | Madison Keys         | 3-6, 6-4, 1-6 |
| 10. | 29 marzo 2025     | Miami Open, Miami                | Cemento       | Aryna Sabalenka      | 5-7, 2-6      |

### Doppio

#### Vittorie (7)
| Legenda              |
| -------------------- |
| Grande Slam (0)      |
| Ori Olimpici (0)     |
| WTA Finals (0)       |
| WTA Elite Trophy (0) |
| Dal 2021             |
| WTA 1000 (3)         |
| WTA 500 (2)          |
| WTA 250 (2)          |

| N. | Data             | Torneo                          | Superficie | Compagna       | Avversarie in finale                 | Punteggio           |
| 1. | 9 gennaio 2022   | Melbourne Summer Set, Melbourne | Cemento    | Asia Muhammad  | Sara Errani Jasmine Paolini          | 6–3, 6–1            |
| 2. | 25 febbraio 2022 | Qatar Ladies Open, Doha         | Cemento    | Coco Gauff     | Veronika Kudermetova Elise Mertens   | 3–6, 7–5, [10–5]    |
| 3. | 6 agosto 2022    | Washington Open, Washington     | Cemento    | Erin Routliffe | Anna Kalinskaja Caty McNally         | 6–3, 5–7, [12–10]   |
| 4. | 14 agosto 2022   | Canadian Open, Toronto          | Cemento    | Coco Gauff     | Nicole Melichar-Martinez Ellen Perez | 6–4, 6(5)–7, [10–5] |
| 5. | 16 ottobre 2022  | San Diego Open, San Diego       | Cemento    | Coco Gauff     | Gabriela Dabrowski Giuliana Olmos    | 1–6, 7–5, [10–4]    |
| 6. | 17 febbraio 2023 | Qatar Ladies Open, Doha (2)     | Cemento    | Coco Gauff     | Ljudmyla Kičenok Jeļena Ostapenko    | 6–4, 2–6, [10–7]    |
| 7. | 2 aprile 2023    | Miami Open, Miami               | Cemento    | Coco Gauff     | Leylah Fernandez Taylor Townsend     | 7–6(6), 6–2         |

#### Sconfitte (5)
| Legenda              |
| -------------------- |
| Grande Slam (1)      |
| Argenti Olimpici (0) |
| WTA Finals (0)       |
| WTA Elite Trophy (0) |
| Dal 2021             |
| WTA 1000 (3)         |
| WTA 500 (1)          |
| WTA 250 (0)          |

| N. | Data            | Torneo                        | Superficie  | Compagna         | Avversarie in finale                   | Punteggio     |
| 1. | 5 giugno 2022   | Open di Francia, Parigi       | Terra rossa | Coco Gauff       | Caroline Garcia Kristina Mladenovic    | 6–2, 3–6, 2–6 |
| 2. | 7 maggio 2023   | Madrid Open, Madrid           | Terra rossa | Coco Gauff       | Viktoryja Azaranka Beatriz Haddad Maia | 1–6, 4–6      |
| 3. | 20 maggio 2023  | Internazionali d'Italia, Roma | Terra rossa | Coco Gauff       | Storm Hunter Elise Mertens             | 4–6, 4–6      |
| 4. | 3 marzo 2024    | San Diego Open, San Diego     | Cemento     | Desirae Krawczyk | Nicole Melichar-Martinez Ellen Perez   | 1–6, 2–6      |
| 5. | 13 ottobre 2024 | Wuhan Open, Wuhan             | Cemento     | Asia Muhammad    | Anna Danilina Irina Chromačëva         | 3-6, 6(6)-7   |

### Doppio misto

#### Sconfitte (1)
| Legenda                 |
| ----------------------- |
| Australian Open (0)     |
| Open di Francia (0)     |
| Torneo di Wimbledon (0) |
| US Open (1)             |
| Argenti Olimpici (0)    |

| N. | Anno             | Torneo            | Superficie | Compagno        | Avversari in finale            | Punteggio |
| 1. | 9 settembre 2023 | US Open, New York | Cemento    | Austin Krajicek | Anna Danilina Harri Heliövaara | 3–6, 4–6  |

## Circuito WTA 125

### Singolare

#### Sconfitte (1)
| N. | Data            | Torneo                                  | Superficie | Avversaria       | Risultato     |
| 1. | 27 gennaio 2019 | Newport Beach Challenger, Newport Beach | Cemento    | Bianca Andreescu | 6–0, 4–6, 2–6 |

### Doppio

#### Vittorie (1)
| N. | Data             | Torneo                      | Superficie | Compagna       | Avversarie in finale            | Punteggio        |
| 1. | 17 novembre 2018 | Houston Challenger, Houston | Cemento    | Maegan Manasse | Desirae Krawczyk Giuliana Olmos | 1–6, 6–4, [10–8] |

#### Sconfitte (1)
| N. | Data         | Torneo                                | Superficie | Compagna     | Avversarie in finale          | Punteggio |
| 1. | 7 marzo 2020 | Indian Wells Challenger, Indian Wells | Cemento    | Caty McNally | Asia Muhammad Taylor Townsend | 4–6, 4–6  |

## Statistiche ITF

### Singolare

#### Sconfitte (6)
| Torneo $100.000 (2) |
| Torneo $80.000 (0)  |
| Torneo $75.000 (0)  |
| Torneo $60.000 (1)  |
| Torneo $50.000 (1)  |
| Torneo $25.000 (1)  |
| Torneo $15.000 (1)  |
| Torneo $10.000 (0)  |

| N. | Data            | Torneo                                        | Superficie  | Avversaria       | Punteggio        |
| 1. | 23 gennaio 2011 | Ace Sports Group Tennis Classic, Lutz         | Terra verde | Laura Siegemund  | 7–6(4), 1–6, 2–6 |
| 2. | 3 giugno 2012   | FSP Gold River Women's Challenger, Sacramento | Cemento     | Maria Sanchez    | 6–4, 3–6, 1–6    |
| 3. | 5 agosto 2012   | Vancouver Open, Vancouver                     | Cemento     | Mallory Burdette | 3–6, 0–6         |
| 4. | 18 marzo 2018   | SGI Women's Event, Tampa                      | Terra verde | Katerina Stewart | 2–6, 3–6         |
| 5. | 16 luglio 2018  | Tennis Championships of Honolulu, Honolulu    | Cemento     | Nao Hibino       | 0–6, 2–6         |
| 6. | 3 febbraio 2019 | Dow Corning Tennis Classic, Midland           | Cemento (i) | Caty McNally     | 2–6, 4–6         |

### Doppio

#### Vittorie (7)
| Torneo $100.000 (0) |
| Torneo $80.000 (2)  |
| Torneo $75.000 (0)  |
| Torneo $60.000 (1)  |
| Torneo $50.000 (3)  |
| Torneo $25.000 (1)  |
| Torneo $15.000 (0)  |
| Torneo $10.000 (0)  |

| N. | Data            | Torneo                                      | Superficie  | Compagna         | Avversarie in finale                   | Punteggio        |
| 1. | 30 ottobre 2011 | National Bank Challenger Saguenay, Saguenay | Cemento     | Tímea Babos      | Gabriela Dabrowski Marie-Ève Pelletier | 6–4, 6–3         |
| 2. | 22 aprile 2012  | Dothan Pro Tennis Classic, Dothan           | Terra verde | Eugenie Bouchard | Sharon Fichman Marie-Ève Pelletier     | 6–4, 4–6, [10–5] |
| 3. | 6 maggio 2012   | Kangaroo Cup, Gifu                          | Cemento     | Zheng Saisai     | Chan Chin-wei Hsu Wen-hsin             | 6–4, 3–6, [10–4] |
| 4. | 15 ottobre 2017 | Palmetto PRO Open, Sumter                   | Sintetico   | Taylor Townsend  | Alexandra Mueller Caitlin Whoriskey    | 4–6, 7–5, [10–5] |
| 5. | 4 novembre 2017 | RBC Pro Challenge, Tyler                    | Cemento     | Taylor Townsend  | Jamie Loeb Rebecca Peterson            | 6–4, 6–1         |
| 6. | 15 luglio 2018  | Tennis Championships of Honolulu, Honolulu  | Cemento     | Misaki Doi       | Tayler Johnson Ashley Lahey            | 7–6(4), 6–3      |
| 7. | 28 ottobre 2018 | Tennis Classic of Macon, Macon              | Cemento     | Caty McNally     | Anna Danilina Ingrid Neel              | 6–1, 5–7, [11–9] |

#### Sconfitte (10)
| Torneo $100.000 (1) |
| Torneo $80.000 (1)  |
| Torneo $75.000 (1)  |
| Torneo $60.000 (1)  |
| Torneo $50.000 (4)  |
| Torneo $25.000 (2)  |
| Torneo $15.000 (0)  |
| Torneo $10.000 (0)  |

| N.  | Data             | Torneo                                                  | Superficie  | Compagna         | Avversarie in finale                   | Punteggio           |
| 1.  | 6 novembre 2011  | Tevlin Women's Challenger, Toronto                      | Cemento     | Tímea Babos      | Gabriela Dabrowski Marie-Ève Pelletier | 5–7, 7–6(5), [4–10] |
| 2.  | 21 gennaio 2012  | Plantation Open, Plantation                             | Terra verde | Ahsha Rolle      | Catalina Castaño Laura Thorpe          | 4–6, 2–6            |
| 3.  | 5 novembre 2012  | Tevlin Women's Challenger, Toronto                      | Cemento (i) | Eugenie Bouchard | Gabriela Dabrowski Alla Kudrjavceva    | 2–6, 6(2)–7         |
| 4.  | 1º novembre 2013 | Tevlin Women's Challenger, Toronto                      | Cemento (i) | Melanie Oudin    | Françoise Abanda Victoria Duval        | 6(5)–7, 6–2, [9–11] |
| 5.  | 31 gennaio 2016  | Honolulu Challenger, Lahaina                            | Cemento     | Taylor Townsend  | Asia Muhammad Maria Sanchez            | 2–6, 6–3, [6–10]    |
| 6.  | 28 febbraio 2016 | Del Mar Financial Partners Inc. Open, Rancho Santa Fe   | Cemento     | Carol Zhao       | Asia Muhammad Taylor Townsend          | 3–6, 4–6            |
| 7.  | 8 maggio 2016    | Audi Melbourne Pro Tennis Classic, Indian Harbour Beach | Terra verde | Maria Sanchez    | Julia Glushko Aleksandra Panova        | 5–7, 4–6            |
| 8.  | 11 novembre 2017 | Waco Showdown, Waco                                     | Cemento     | Taylor Townsend  | Sofia Kenin Anastasija Komardina       | 5–7, 7–5, [9–11]    |
| 9.  | 3 febbraio 2018  | Dow Corning Tennis Classic, Midland                     | Cemento (i) | Maria Sanchez    | Kaitlyn Christian Sabrina Santamaria   | 5–7, 6–4, [8–10]    |
| 10. | 14 aprile 2018   | Audi Melbourne Pro Tennis Classic, Indian Harbour Beach | Terra verde | Maria Sanchez    | Irina Maria Bara Sílvia Soler Espinosa | 4–6, 2–6            |

## Competizioni a squadre

### Vittorie (1)
| N. | Data           | Torneo             | Superficie | Compagni                                                                                        | Avversari in finale | Punteggio |
| 1. | 8 gennaio 2023 | United Cup, Sydney | Cemento    | Madison Keys Alycia Parks Desirae Krawczyk Taylor Fritz Frances Tiafoe Denis Kudla Hunter Reese | Martina Trevisan Lucia Bronzetti Camilla Rosatello Matteo Berrettini Lorenzo Musetti Andrea Vavassori Marco Bortolotti | 4-0       |

## Vittorie contro giocatrici top 10
| Stagione | 2021 | 2022 | 2023 | 2024 | 2025 | Totale |
| -------- | ---- | ---- | ---- | ---- | ---- | ------ |
| Vittorie | 7    | 3    | 9    | 2    | 2    | 23     |

| #    | Giocatrice            | Ranking | Evento                            | Superficie  | Turno | Punteggio        | Rank. JPR |
| ---- | --------------------- | ------- | --------------------------------- | ----------- | ----- | ---------------- | --------- |
| 2021 |                       |         |                                   |             |       |                  |           |
| 1.   | Elina Svitolina (1)   | 5       | Australian Open, Melbourne        | Cemento     | 4T    | 6–4, 3–6, 6–3    | 61        |
| 2.   | Karolína Plíšková (1) | 6       | Qatar Ladies Open, Doha           | Cemento     | QF    | 6–3, 6–1         | 44        |
| 3.   | Karolína Plíšková (2) | 6       | Dubai Tennis Championships, Dubai | Cemento     | 3T    | 6–0, 6–2         | 36        |
| 4.   | Karolína Plíšková (3) | 6       | Miami Open, Miami Gardens         | Cemento     | 3T    | 6–1, 4–6, 6–4    | 33        |
| 5.   | Naomi Ōsaka           | 2       | Internazionali d'Italia, Roma     | Terra rossa | 2T    | 7–6(2), 6–2      | 31        |
| 6.   | Karolína Plíšková (4) | 10      | German Open, Berlino              | Erba        | 2T    | 7–5, 6–2         | 26        |
| 7.   | Elina Svitolina (2)   | 7       | Indian Wells Open, Indian Wells   | Cemento     | 4T    | 6–1, 6–1         | 24        |
| 2022 |                       |         |                                   |             |       |                  |           |
| 8.   | Maria Sakkarī (1)     | 8       | Australian Open, Melbourne        | Cemento     | 4T    | 7–6(0), 6–3      | 21        |
| 9.   | Paula Badosa          | 6       | Miami Open, Miami Gardens         | Cemento     | QF    | 4–1 rit.         | 21        |
| 10.  | Maria Sakkarī (2)     | 6       | Guadalajara Open, Guadalajara     | Cemento     | F     | 6–2, 6–3         | 5         |
| 2023 |                       |         |                                   |             |       |                  |           |
| 11.  | Iga Świątek (1)       | 1       | United Cup, Sydney                | Cemento     | SF    | 6–2, 6–2         | 3         |
| 12.  | Maria Sakkarī (3)     | 7       | Qatar Ladies Open, Doha           | Cemento     | SF    | 6–2, 4-6, 6-1    | 4         |
| 13.  | Coco Gauff (1)        | 7       | Canadian Open, Montréal           | Cemento     | QF    | 6–2, 5–7, 7–5    | 4         |
| 14.  | Iga Świątek (2)       | 1       | Canadian Open, Montréal           | Cemento     | SF    | 6–2, 6(4)–7, 6–4 | 4         |
| 15.  | Maria Sakkarī (4)     | 6       | Pan Pacific Open, Tokyo           | Cemento     | SF    | 6–2, 6–3         | 4         |
| 16.  | Elena Rybakina        | 4       | WTA Finals, Cancún                | Cemento     | RR    | 7–5, 6–2         | 5         |
| 17.  | Aryna Sabalenka       | 1       | WTA Finals, Cancún                | Cemento     | RR    | 6–4, 6–3         | 5         |
| 18.  | Maria Sakkarī (5)     | 9       | WTA Finals, Cancún                | Cemento     | RR    | 6–3, 6–2         | 5         |
| 19.  | Coco Gauff (2)        | 3       | WTA Finals, Cancún                | Cemento     | SF    | 6–2, 6–1         | 5         |
| 2024 |                       |         |                                   |             |       |                  |           |
| 20.  | Coco Gauff (3)        | 2       | German Open, Berlino              | Erba        | SF    | 7–5, 7–6(2)      | 5         |
| 21.  | Iga Świątek (3)       | 1       | US Open, New York                 | Cemento     | QF    | 6–2, 6–4         | 6         |
| 2025 |                       |         |                                   |             |       |                  |           |
| 22.  | Emma Navarro          | 10      | Bad Homburg Open, Bad Homburg     | Erba        | QF    | 6-4, 1-6, 6-3    | 3         |
| 23.  | Iga Świątek (4)       | 8       | Bad Homburg Open, Bad Homburg     | Erba        | F     | 6-4, 7-5         | 3         |